# Грін Ховардс
"Грін Ховардс" (Олександра, принцеса Уельська, Йоркширський полк), часто відомий як Йоркширський полк до 1920-х років, був лінійним піхотним полком Британської армії у Королівській дивізії. Сформований у 1688 році, він служив під різними назвами, поки не був об'єднаний з Власним полком принцеси Уельської Йоркширським полком та Полком герцога Веллінгтона (Західний Райдінг), усіма йоркширськими полками в Королівській дивізії, для формування Йоркширського полку (14-й/15-й, 19-й та 33-й/76-й піхотні) 6 червня 2006 року.

## Історія

### Формування до кінця 18 століття

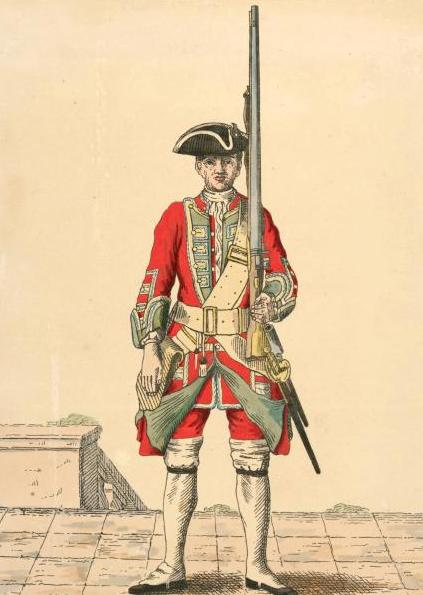
Солдат 19-го полку, 1742 рік

Полк був сформований під час Славної революції 1688 року з незалежних рот, сформованих у Сомерсеті полковником Френсісом Латтреллом для підтримки Вільгельма III. У 1690 році він надав загони для Ірландії та Ямайка, зазнавши великих втрат від хвороб, включаючи Латтрелла, якого замінив Томас Ерл. Перекинутий до Фландрія на початку 1692 року під час Дев'ятирічної війни, він брав участь у битвах при Стенкерку та Ландені, а також в Облозі Намюра. Після Рейсвейкського миру 1697 року він уникнув розформування, ставши частиною ірландського гарнізону, де залишався до початку Війни за іспанську спадщину в 1702 році.
У 1703 році він був частиною експедиційних сил у Вест-Індіях та Ньюфаундленд, втративши багато людей від хвороб, перш ніж повернутися до Ірландії в 1704 році. Повернувшись до Фландрії в 1710 році, він брав участь в облогах Дуе та Бушена, а коли війна закінчилася в 1713 році, він відновив гарнізонну службу в Ірландії. За винятком експедиції Віго 1719 року, він не брав участі в боях до 1744 року.
Коли в 1740 році почалася Війна за австрійську спадщину, полк базувався в Единбург. До 1744 року багато його солдатів були шотландцями, і вербувальникам було наказано виключати "якобітів та ірландських папістів". Підрозділом тоді командував Чарльз Ховард, і тому він був відомий як "Полк Ховарда". Коли він приєднався до армії у Фландрії, це зіткнулося з іншим полком, яким також командував Ховард. Щоб уникнути плутанини, їх називали за кольором їхніх обшлагів, один став "Грін Ховардс", а інший - "Бафф Ховардс".
Грін Ховардс брав участь у битві при Фонтенуа в травні 1745 року, з коротким періодом в Англії під час Якобітського повстання 1745 року. Він брав участь у битві при Рокурі та битві при Лауфельді до того, як Аахенський мирний договір 1748 року завершив війну, після чого він став частиною гарнізону Гібралтар. Перебуваючи там, військові реформи 1751 року перейменували його на 19-й піхотний полк. Він повернувся до Британії в 1752 році і провів більшу частину наступного десятиліття на гарнізонній службі в Шотландії та Північній Англії.
Під час Семирічної війни 1756-1763 років він брав участь у захопленні Бель-Іль у квітні 1761 року, де зазнав великих втрат, понад 200 чоловік. Набір офіцерів був складним, оскільки вартість придбання комісії в 19-му піхотному полку була дуже високою. Це призвело до серйозної нестачі офіцерів середньої та вищої ланки, загалом 15 офіцерських посад були вакантними під час штурму Бель-Іль, включаючи п'ятьох капітанів і полкового майора. Коли було оголошено мир, полк був переведений на гарнізонну службу в Гібралтар і Шотландію. Його наступна активна служба відбулася лише в 1781 році, коли він брав участь у катастрофічній південній кампанії на завершальних етапах Американської революційної війни. У 1782 році всі піхотні полки без спеціального позначення отримали окружний титул, "щоб культивувати зв'язок з округом, який у будь-який час міг би бути корисним для вербування", і тому полк був перейменований на 19-й (1-й Північний Райдінг Йоркширський) полк.
З закінченням Американської війни полк був розміщений на Ямайці, сумнозвісно нездоровому місці, де підрозділи зазвичай втрачали 100% своєї чисельності кожні два роки. Він залишався там до 1791 року, коли повернувся до Британії. У 1796 році його відправили до Індії, де він також брав участь в облозі Серінгапатама в квітні 1799 року під час Четвертої англо-майсурської війни.

### Два Ховарди
Полк був відомий як Грін Ховардс з 1744 року. У той час полки були відомі за іменами їхніх полковників. Полковником 19-го полку був шановний сер Чарльз Ховард. Однак у той же час 3-м піхотним полком з 1737 року командував його полковник Томас Ховард. Щоб відрізнити їх (оскільки вони обидва були б відомі як "Піхотний полк Ховарда"), для їх розрізнення використовувалися кольори їхніх уніформних обшлагів. Таким чином, один став "Баффами Ховарда" (зрештою просто Баффами), а інший - Грін Ховардс. Хоча Грін Ховардс з того часу неофіційно називався так, лише в 1921 році полк був офіційно перейменований на Грін Ховардс (Олександра, принцеса Уельська, Йоркширський полк). Згідно з Реформи Чайлдерса, усі не королівські англійські піхотні полки повинні були носити білі обшлаги з 1881 року. У 1899 році полк зміг скасувати це рішення з відновленням трав'янисто-зелених обшлагів, які раніше носив 19-й піхотний полк.

### Кандійські війни
У квітні 1801 року полк був перекинутий до Цейлону для участі в Кандійських війнах. Полк втратив шість офіцерів і 172 солдатів у різанині там у червні 1803 року, а потім залишився на острові для забезпечення британського правління. Полк не повертався до Англії до травня 1820 року.

### Вікторіанська епоха

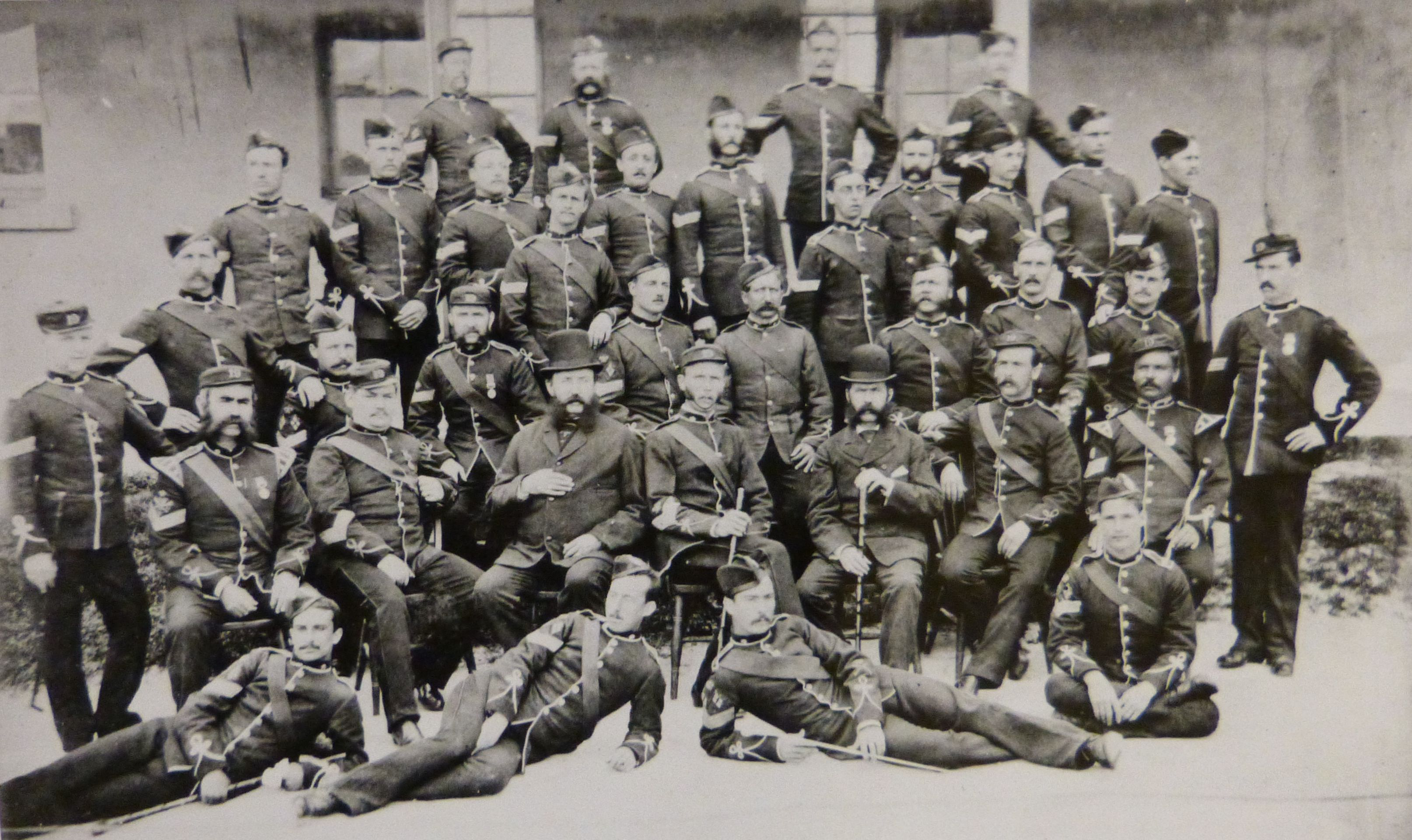
Військові 1 офіцери та унтер-офіцери 1-го батальйону в гарнізоні імперської фортеці Бермудських островів, близько 1879-1880 років

Полк брав участь у битві на Альмі у вересні 1854 року та в облозі Севастополя взимку 1854 року під час Кримської війни, а потім знову брав участь у боях під час Індійського повстання. У 1875 році принцеса Олександра, принцеса Уельська вручила нові прапори 1-му батальйону в Шеффілд, і погодилася, щоб полк носив її ім'я, ставши таким чином 19-м (1-м Північним Райдінгом Йоркширським – Власним полком принцеси Уельської) піхотним полком. Полк прийняв кокарду, що складається з шифру принцеси "А" в поєднанні з Даннеброгом або данським хрестом і увінчану її короною. Принцеса стала королевою Олександрою в 1901 році і була головним полковником полку з 1914 року до своєї смерті в 1925 році.

### Реформи Чайлдерса
Полк не зазнав суттєвих змін внаслідок Реформи Кардвелла 1870-х років, які дали йому депо в казармах Річмонд у Північний Йоркширі з 1873 року, або внаслідок Реформи Чайлдерса 1881 року – оскільки він уже мав два батальйони, йому не потрібно було об'єднуватися з іншим полком. Згідно з реформами, полк об'єднався з міліційними батальйонами та стрілецькими добровольцями у своєму визначеному полковому окрузі та 1 липня 1881 року став Власним полком принцеси Уельської (Йоркширський полк).
1-й батальйон був розміщений у Нова Шотландія з 1884 року, переїхав до Середземномор'я в 1888 році, де був розміщений на Мальта, але також брав участь у боях в Єгипті, потім переїхав до Джерсі в 1895 році, а потім до Ірландії в 1898 році. Після короткого перебування в Гібралтарі в 1899 році батальйон був відправлений до Південної Африки як підкріплення для Другої англо-бурської війни, де брав участь у Звільнення Кімберлі та битвах при Даймонд-Гілл (червень 1900 року) та Белфасті (серпень 1900 року). Батальйон повернувся до Сполученого Королівства у вересні 1902 року.
2-й батальйон перебував в Ірландії з 1881 по 1886 рік, коли повернувся до гарнізону в Англії. З початку 1890 року батальйон був розміщений у Британській Індії, де брав участь у військових кампаніях на Північно-Західному кордоні. Батальйон мав різні пости, в тому числі в Сітапурі та Бенаресі, до кінця 1902 року, коли був відправлений до Канпур.
3-й (Міліційний) батальйон, сформований з 5-ї Західно-Йоркської міліції в 1881 році, був резервним батальйоном. Він був втілений у грудні 1899 року, і 700 чоловік сіли на борт SS Assaye у лютому 1900 року для служби в Південна Африка під час другої англо-бурської війни. Багато офіцерів і солдатів повернулися додому в травні 1902 року на борту SS Сицилія.
4-й (міліційний) батальйон, сформований з Північно-Йоркських стрільців у 1881 році, також був резервним батальйоном. Він був втілений для служби 5 травня 1900 року, розпущений 2 липня 1901 року і знову втілений для служби під час Другої англо-бурської війни в Південній Африці. 555 офіцерів і солдатів повернулися до Саутгемптона на борту SS Тагус у жовтні 1902 року після закінчення війни і були розформовані в казармах Річмонда.
У липні 1902 року полк був перейменований на Власний полк Олександри, принцеси Уельської (Йоркширський полк).
У 1908 році добровольці та міліція були реорганізовані на національному рівні, перші стали Територіальними силами, а другі – Спеціальним резервом; полк тепер мав один резервний і два територіальні батальйони.

### Перша світова війна

#### Регулярна армія
1-й батальйон залишався в Індія як частина 2-ї (Сіалкотської) кавалерійської бригади у складі 2-ї (Равалпінді) дивізії протягом усієї війни, а потім брав участь у Треттій англо-афганській війні в 1919 році.
2-й батальйон висадився в Зебрюгге як частина 21-ї бригади у складі 7-ї піхотної дивізії в жовтні 1914 року для служби на Західному фронті. 2-й батальйон утримував перехрестя Менін протягом 16 днів під час першої битви при Іпрі в жовтні 1914 року, зазнавши важких втрат.

#### Територіальні сили
1/4-й і 1/5-й батальйони висадилися в Булонь-сюр-Мер як частина Йоркської та Даремської бригади у складі Нортумбрійської дивізії у квітні 1915 року для служби на Західному фронті. Обидва батальйони брали участь у другій битві при Іпрі в квітні 1915 року.

#### Нові армії
6-й (службовий) батальйон висадився в затоці Сувла в Галліполі як частина 32-ї бригади у складі 11-ї (Північної) дивізії в серпні 1915 року. Батальйон був евакуйований до Єгипту в січні 1916 року, а потім переведений до Франції в липні 1916 року для служби на Західному фронті.
7-й (службовий) батальйон висадився в Булонь-сюр-Мер як частина 50-ї бригади у складі 17-ї (Північної) дивізії в липні 1915 року для служби на Західному фронті. 8-й (службовий) батальйон висадився в Булонь-сюр-Мер як частина 69-ї бригади у складі 23-ї (Нортумбрійської) дивізії в серпні 1915 року також для служби на Західному фронті. 9-й (службовий) батальйон висадився в Булонь-сюр-Мер як частина 69-ї бригади у складі 23-ї (Нортумбрійської) дивізії в серпні 1915 року також для служби на Західному фронті, але переїхав до Італії в листопаді 1917 року, а потім повернувся до Франції у вересні 1918 року. 10-й (службовий) батальйон висадився в Булонь-сюр-Мер як частина 62-ї бригади у складі 21-ї дивізії у вересні 1915 року також для служби на Західному фронті. 12-й (службовий) батальйон, сформованийяк "Мідлсбро приятельський батальйон" мером і містом Мідлсбро, висадився в Гаврі як піонерський батальйон 40-ї дивізії в червні 1916 року також для служби на Західному фронті. 13-й (службовий) батальйон висадився в Гаврі як частина 121-ї бригади у складі 40-ї дивізії в червні 1916 року також для служби на Західному фронті, але після повернення до Сполученого Королівства в червні 1918 року переїхав до Мурманська в листопаді 1918 року.

### Міжвоєнний період
Під час міжвоєнного періоду 2-й батальйон був відправлений з 1925 по 1927 рік до імперської фортеці-колонії Бермудські острови.

### Друга світова війна

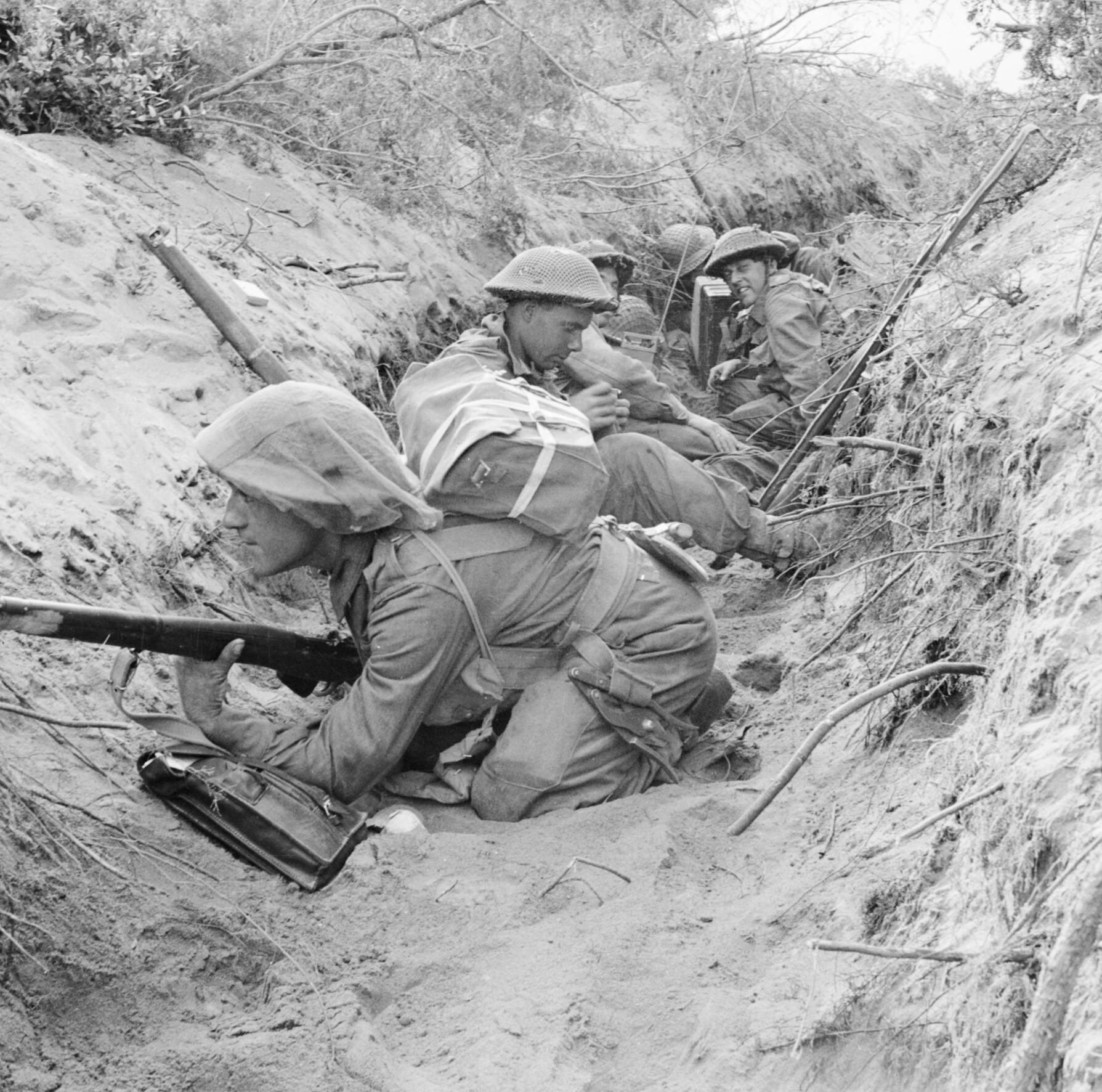
Солдати 1 роти D 1-го батальйону Грін Ховардс займають захоплений німецький комунікаційний окоп під час прориву під Анцио, Італія, 22 травня 1944 року.

Під час Другої світової війни чисельність полку знову зросла, хоча й не настільки, як у конфлікті 1914-1918 років. Загалом службу несли дванадцять батальйонів:
- 1-й батальйон з 15-ю піхотною бригадою 5-ї піхотної дивізії брав участь у боях на Сицилії та в Італії.[36]
- 2-й батальйон, спочатку дислокований в Індії, воював у Бірмі в складі 26-ї індійської піхотної дивізії та 82-ї (Західно-Африканської) дивізії.[37]
- 4-й і 5-й Територіальної армії батальйони, обидва служили в 150-й піхотній бригаді 50-ї (Нортумбрійської) піхотної дивізії, брали участь у боях у Франції та Північній Африці, де були захоплені під час битва при Газалі.[38]
- 6-й і 7-й батальйони (обидва сформовані як дублікати 2-ї лінії 4-го і 5-го, коли чисельність Територіальної армії була подвоєна в 1939 році), служили в 69-й бригаді, спочатку в 23-й (Нортумбрійській) дивізії, але пізніше в 50-й дивізії, брали участь у боях у Франції, Північній Африці, Сицилії та Північно-Західній Європі.[39]
- 8-й батальйон був сформований для внутрішньої оборони.[40] Спочатку був сформований у серпні-вересні 1939 року в районі Мідлсбро з ополчення та тих, хто був непридатний для служби за кордоном. 8-й і 13-й були об'єднані в червні 1941 року, у вересні 1943 року він був класифікований як гарнізонний батальйон, перейменований на 30-й батальйон і відправився до Італії та Французької Північної Африки (Алжир і Туніс). Він був розформований після шести років служби.[41]
- 9-й батальйон був сформований для гарнізонної служби (і пізніше перетворений на 108-й легкий зенітний полк, Королівська артилерія, який служив у складі 52-ї (Лоулендської) піхотної дивізії з березня 1942 року).[42]
- 10-й батальйон був сформований шляхом перетворення 2-го Східно-Райдінгського йоменського полку (дубліката цього йоменського полку воєнного часу) в 1940 році і згодом став 12-м (Йоркширським) парашутним батальйоном, приєднаним до 5-ї парашутної бригади і частиною 6-ї повітряно-десантної дивізії.[43]
- 11-й, 12-й і 13-й батальйони були сформовані в 1940 році.[9][44]

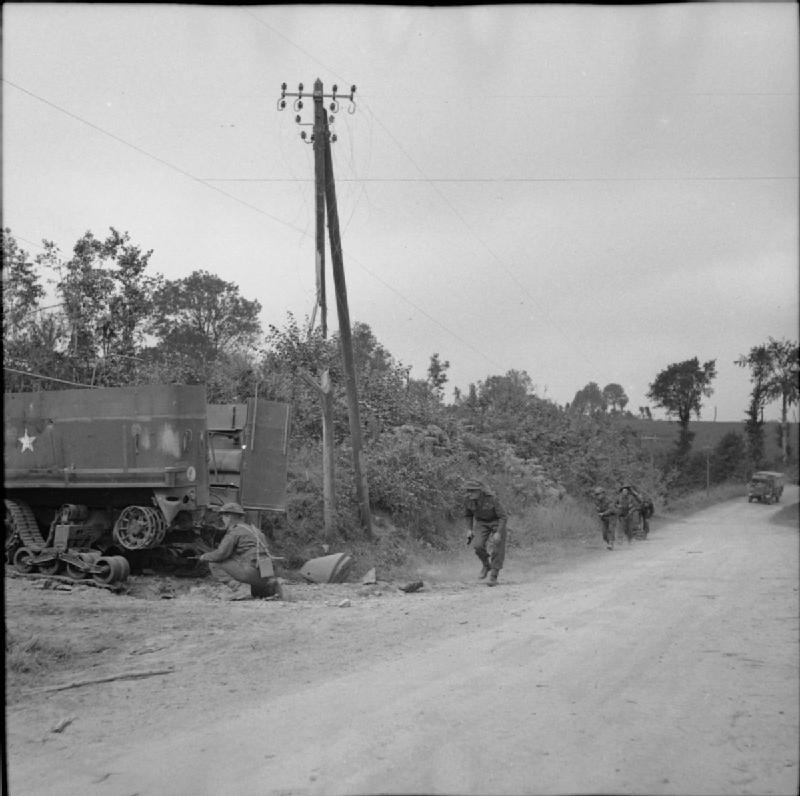
Солдати Грін Ховардс ліквідують німецький опір біля Трейсі-Бокаж, Нормандія, Франція, 4 серпня 1944 року. Зліва видно підбитий напівгусеничний автомобіль.

У 1942 році 12-й батальйон був перетворений на бронетанковий як 161-й полк Королівського бронетанкового корпусу, але зберіг кокарду Грін Ховардс на чорному береті Королівського бронетанкового корпусу, як і всі інші піхотні підрозділи, перетворені таким же чином. У жовтні 1943 року він був знову перетворений, цього разу на розвідувальну роль, як 161-й (Грін Ховардс) полк у Розвідувальному корпусі. Він так і не вступив у бій як полк, але надав ескадрон для заміни 43-й (Вессекський) розвідувальний полк, який зазнав великих втрат, коли його транспорт був потоплений на шляху до Франції для участі в битві за Кан.

### Післявоєнний період
З 1949 по 1952 рік полк брав участь у Малайській війні. Протягом наступних 30 років він служив в Афганістан, Суец, Кіпр, Гонконг, Лівія, Беліз, Берліні та Північна Ірландія. Під час служби в SAS колишній офіцер полку Гевін Гамільтон загинув у бою під час Фолклендської війни в 1982 році. Він також брав участь у боях під час Першої війни в Перській затоці в 1991 році та під час Боснійської війни з 1996 по 1997 рік.

### Об'єднання

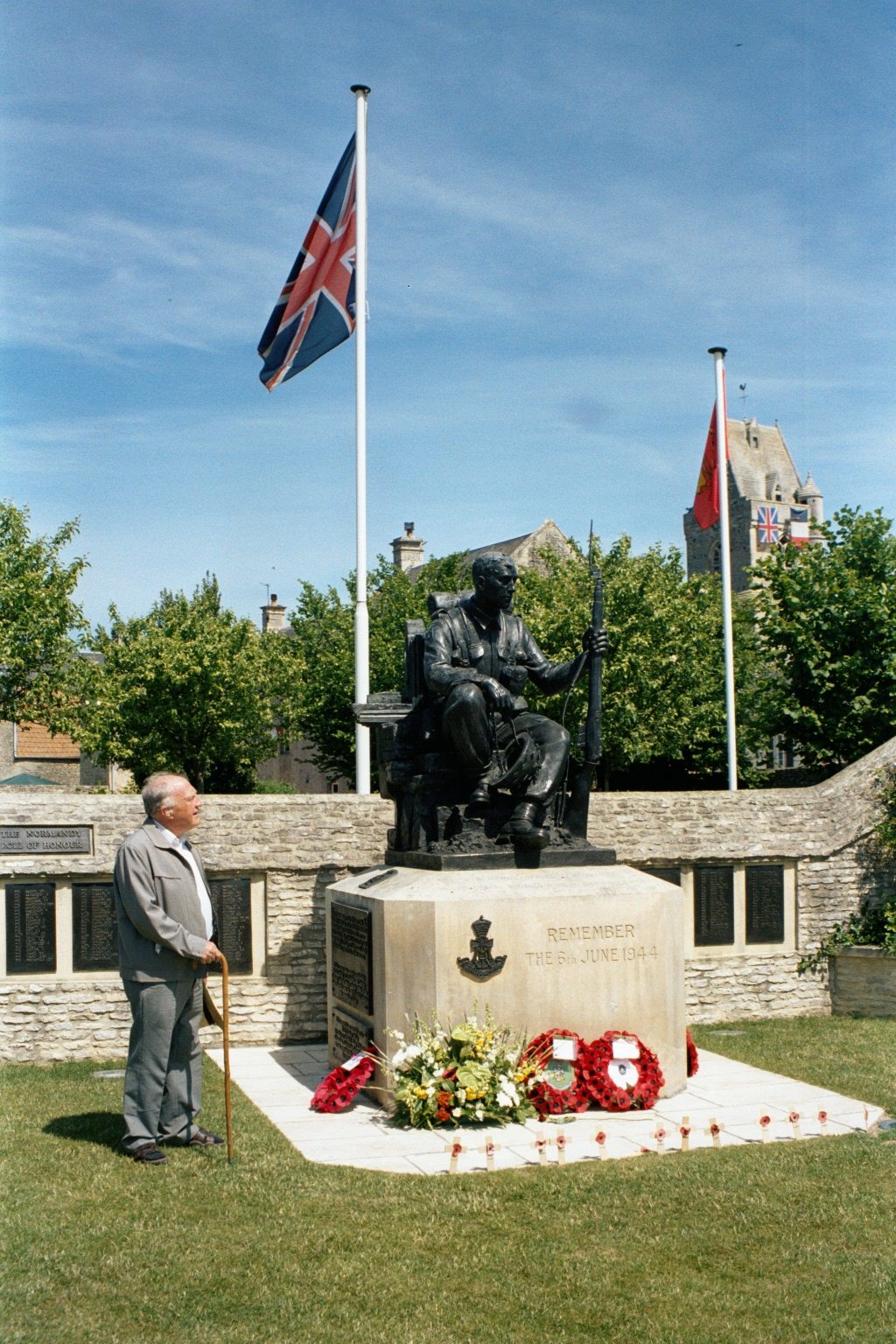
Меморіал Грін Ховардс, Крепон

У березні 2006 року на прощальній вечері в Замок Данстері в Сомерсеті полк попрощався з Його Величністю королем Гаральдом V, своїм головним полковником, який йшов у відставку. До переформування полку Грін Ховардс був одним із п'яти полків лінійної піхоти, що залишилися, які не були об'єднані за всю свою історію, що розділяє цей статус з Королівськими шотландцями, 22-м (Чеширським) полком, Королівськими валлійськими стрільцями та Королівськими власними шотландськими прикордонниками. Однак 6 червня 2006 року полк об'єднався з Власним полком принцеси Уельської Йоркширським полком та Полком герцога Веллінгтона (Західний Райдінг), усіма йоркширськими полками в Королівській дивізії, щоб утворити Йоркширський полк (14-й/15-й, 19-й та 33-й/76-й піхотні). Офіційне переформування відбулося 6 червня 2006 року, коли підрозділи полку дислокувалися в Боснії та Косово.
Роти A і B (Грін Ховардс) Полк Тайн-Тіз, що базуються в Скарборо та Мідлсбро відповідно, об'єдналися з ротами Власного полку принцеси Уельської та полку герцога Веллінгтона Полк Східного та Західного Райдінгу, щоб утворити 4-й батальйон Йоркширського полку. Після подальших злиттів у 2012 році 2-й батальйон Йоркширського полку (Грін Ховардс) був виключений з бойових порядків.

## Традиції
Щороку всі роти батальйону брали участь у змаганнях, що складалися зі спортивних та військових навичок, щоб виграти право називатися "Ротою короля Гаральда" на честь головного полковника полку. Рота-переможець отримувала спеціальний прапор з особистим шифром короля, старшому сержанту роти вручали спеціальну палицю, а всім членам роти дозволялося носити спеціальну червону нашивку на рукаві своєї форми.

## Полковий музей
Музей полку Грін Ховардс розташований у старій церкві Святої Трійці в центрі ринкової площі Річмонда, Північний Йоркшир.

## Бойові почесті
Бойові почесті полку були такими:

### Ранні війни:
Мальплаке, Бель-Іль, Алма, Інкерман, Севастополь, Тирах, Звільнення Кімберлі, Паардеберг, Південна Африка 1899–1902

### Велика війна:
Іпр 1914, 1915, 1917, Лангемарк 1914, 1917, Гелувельт, Нев-Шапель, Сен-Жульєн, Фрезенбург, Бельварде, Обер-Ридж, Фестюбер 1915, Лоос, Сомма 1916-1918, Альбер 1916, Базантен, Козьє, Флер-Курселетт, Морваль, Тьєпваль, Ле-Транслуа, Висоти Анкре, Анкр 1916, Аррас 1917, 1918, Скарп 1917-1918, Мессін 1917-1918, Пількем, Менінська дорога, Полігонний ліс, Брудсейнді, Поелькапелле, Пашендейль, Камбре 1917-18, Сен-Кантен, Лінія Гінденбурга, Канал дю Нор, Боревуар, Сель, Валансьєнн, Самбра, Франція та Фландрія 1914–18, П'яве, Вітторіо-Венето, Італія 1917–18, Сувла, Висадка в Сувлі, Пагорб Скімітар, Дарданелльська операція (1915), Єгипет 1916, Архангельськ 1918, Афганістан 1919.

### Друга війна:
Отта, Норвегія 1940, Оборона Арраса, Дюнкерк 1940, Висадка в Нормандії, Тії-сюр-Сель, Сен-П'єр-ла-В'єй, Гілл, Недеррейн, Північно-Західна Європа 1940, 1944–45, Газала, Перша битва за Ель-Аламейн, Ель-Аламейн, Марес, Акаріт, Північна Африка 1942–43, Висадка на Сицилію, Лентіні, Сицилія 1943, Мінтурно, Анціо, Італія 1943–44, Пляжі Аракан, Бірма 1945

## Кавалери Хреста Вікторії
Солдати Грін Ховардс, нагороджені Хрестом Вікторії (VC)
- Сержант Альфред Аткінсон, VC (18 лютого 1900 р.)
- Капрал Вільям Андерсон, VC (12 березня 1915 р.)
- Другий лейтенант Ернест Фредерік Біл, VC (22 березня 1918 р.)
- Другий лейтенант Дональд Сімпсон Белл, VC (5 липня 1916 р.)
- Капрал Вільям Клемп, VC (9 жовтня 1917 р.)
- Рядовий Том Дрессер, VC (12 травня 1917 р.)
- Рядовий Семюель Еванс, VC (13 квітня 1855 р.)
- Капітан Девід Філіп Хірш, VC (9 квітня 1917 р.)
- WOII Стенлі Елтон Холліс, VC (6 червня 1944 р.)
- Рядовий Джон Лайонс, VC (10 червня 1855 р.)
- Сержант Вільям Макнеллі, VC MM і Бар (27 жовтня – 29 жовтня 1918 р.)
- Підполковник Дерек Ентоні Сігрім, VC (20 березня – 21 березня 1943 р.)
- Майор Стюарт Волтер Лаудун-Шенд, VC (1 липня1916 р.)
- Рядовий Вільям Шорт, VC (6 серпня 1916 р.)
- Лейтенант Вільям Бейзіл Вестон, VC (3 березня 1945 р.)
- Капітан Арчі Сесіл Вайз, VC (19 квітня 1917 р.)

## Головні полковники
Головними полковниками були:
- 1914–1925: Її Величність Королева Олександра
- 1925–1942: Її Королівська Високість Принцеса Марія, Королівська Принцеса
- 1942–1957: Адмірал флоту Гокон VII
- 1959–1982: Адмірал флоту Олаф V
- 1982–2006: Його Величність Король Гаральд V Норвезький

## Полковники
Полковниками були:
- 1688–1691: Полковник Френсіс Латтрелл (в честь якого названий полк)
- 1691–1712: генерал Томас Ерл
- 1712: бригадний генерал Джордж Фрек
- 1712–1715: генерал-лейтенант Річард Саттон [також Піхота Саттона]
- 1715–1729: полковник Джордж Гроув
- 1729–1738: генерал-лейтенант Річард Саттон [перепризначений]
- 1738–1748: генерал шановний сер Чарльз Говард, KB
- 1748–1751: генерал-лейтенант Лорд Джордж Боклерк

19-й піхотний полк (1751)
- 1751–1768: генерал-лейтенант Лорд Джордж Боклерк
- 1768–1782: генерал Девід Грем

19-й (1-й Північний Райдінг Йоркширський) піхотний полк - (1782)
- 1782–1797: генерал Девід Грем
- 1797–1810: фельдмаршал Семюель Халс
- 1810–1811: генерал сер Х'ю Далрімпл, 1-й баронет
- 1811–1843: генерал сер Хілгроув Тернер GCH
- 1843–1849: генерал сер Воррен Мармадук Пікок, KCH
- 1849–1854: генерал-лейтенант Чарльз Тернер
- 1854–1861: фельдмаршал сер Вільям Роуен, GCB
- 1861–1886: генерал сер Абрахам Джосіас Клоете, KCB, KH

Власний полк принцеси Уельської (Йоркширський полк) - (1881)
- 1886–1896: генерал сер Роберт Онесіфорус Брайт, GCB
- 1896–1902: генерал-лейтенант Едвард Чіппіндалл, CB

Власний полк Олександри, принцеси Уельської (Йоркширський полк) - (1902)
- 1902–1906: генерал-майор Вільям Спенсер Купер[53]
- 1906–1914: генерал-лейтенант сер Вільям Едмунд Франклін, KCB
- 1914–1939: генерал сер Едвард Станіслаус Булфін, KCB, CVO

Грін Говардс (Власний полк Олександри, принцеси Уельської, Йоркширський полк) - (1921)
- 1939–1949: генерал сер Гарольд Едмунд Франклін, KCB, DSO
- 1949–1959: генерал-майор Альфред Ерик Робінсон, CB, DSO
- 1959–1965: бригадний генерал Джордж Вілфред Іден, CBE
- 1965–1975: генерал-майор Десмонд Спенсер Гордон, CB, CBE, DSO, JP
- 1975–1982: бригадний генерал Джон Бріттон Олдфілд, OBE, DL
- 1982–1994: фельдмаршал високоповажний Пітер Ентоні Інге, барон Інге, KG, GCB
- 1994–2003: генерал сер Френсіс Річард Даннатт, KCB, CBE, MC
- 2003–2006: бригадний генерал Джон Стюарт Водсворт Пауелл, OBE

## Подальше читання
- Atkinson, C.T. History of the Green Howards (Alexandra, Princess of Wales's Own Yorkshire Regiment) 1688–1922. Henry Milford. 1931.
- James, Lionel. History of the 50th (Northumbrian) Division: Territorial Army 1914–1919. Percy Lund Humphries & Co. 1935.
- Powell, Geoffrey. The History of the Green Howards. Pen & Sword. 2016. ISBN 978-1473857971.

## Зовнішні посилання
- Музей полку Грін Ховардс
- Друзі музею полку Грін Ховардс
- Грін Ховардс (19-й піхотний полк) на regiments.org